# Occultus
Occultus es una banda colombiana de black metal melódico fundada en la década de 1990 por el vocalista Juan Carlos Arango Agonía, Luis Duque Mondongo, Luis Fernando Saltaren Bimbo y Carlos Roberto Caicedo Carlangas.
La discografía de la banda se compone de tres demos, tres álbumes de estudio, un álbum recopilatorio y un álbum split. Además han participado en otros tres álbumes recopilatorios conformados exclusivamente por bandas colombianas. 
La banda fue conformada oficialmente en 1993 por el vocalista Juan Carlos Arango, conocido en el medio artístico como «Serpent» y el bajista Luis Duque, apodado «Beast». Inicialmente lanzaron su primer demo en 1995 llamado Caín y Abel, material discográfico caracterizado por los clásicos sonidos del dark metal. En 1997 publicaron su primer álbum de estudio titulado Cosmos con el que se dieron a conocer a nivel local y nacional. Dark Passion / Kingdoms of a Darkest Side (1998) y Cosmos 2002 (2002) fueron los siguientes trabajos discográficos, este último, con algunas modificaciones con respecto al álbum original. En 2006 lanzaron Serpent Heart, un disco que contó con su propio diseño y trabajo artístico y que fue creado pensando en una proyección internacional. Según la prensa y la crítica especializada, Cosmos se considera «una pieza de culto», un «clásico del metal colombiano y una pieza de colección».
Occultus ha participado de varios eventos musicales a nivel local y nacional como La Cruzada del Fuego V, Metal Manía, Evocación Símbolos del Rock Colombiano Capítulo II, Manizales Grita Rock, entre otros. También destaca su participación en el festival internacional Rock al Parque en 2017. Ha sido la primera y única banda de música metal colombiana en realizar una presentación en vivo, en el Teatro Jorge Isaacs.
En 2007, la banda fue nominada al «Premio Subterránica mejor banda Metal» en los premios Subterránica, uno de los eventos más destacados del rock en Colombia. En 2009 hizo su debut a nivel internacional, en el Festival de Rock II Tributo al Lago San Pablo en Ecuador.

## Historia
Occultus se formó oficialmente en 1993 por Juan Carlos Arango «Serpent» y Luis Fernando Saltaren «Evil Blasphemy». Para mediados de 1996, la banda ya contaba con otros integrantes, entre ellos, Carlos Roberto Caicedo. Su primera producción se remonta a 1995 con el demo Caín y Abel, un trabajo que se compone de 9 canciones: 5 en el labo A y las 4 restantes en el lado B. Fue una edición limitada ya que se lanzaron solo 1000 unidades y fue distribuida por la compañía discográfica Calavera Editions & Distributions. La banda caleña lanzó otras dos producciones llamadas Promo / 95 y Promo / 96, materiales que se basaron en los sonidos y ritmos propios del black metal y que fueron lanzados al mercado en formato de casete.
Para mediados de 1997, el grupo lanzó su primer álbum de estudio titulado Cosmos que se compone de 9 canciones, entre ellas, tres en versión instrumental. Lanzado en formato CD y a través de la discográfica Decade Records, se le considera el disco más emblemático y de mayor reconocimiento según la crítica, «una pieza de culto», un «clásico del metal colombiano y una pieza de colección». En septiembre de 2006 lanzaron su tercer álbum de estudio Serpent Heart, trabajo que fue editado en Colombia y masterizado en Step Ahead Sound Studios, Buenos Aires, Argentina; este consta de 11 pistas y fue lanzado en formato CD por medio de la compañía discográfica The Flawless Team. Serpent Heart es un disco melódico, marcado por nuevos sonidos y un estilo propio en el concepto visual. La carátula del CD refleja una nueva identidad e imagen corporativa, caracterizada por la oscuridad y una temática lúgubre.
Occultus es citada frecuentemente como una banda experimentada que ayudó a establecer una identidad definitiva a la música metal colombiana. Su extensa trayectoria les ha valido para ser invitados a varios escenarios de la música metal en Colombia, entre ellos, Metal Manía, Colombian Metal Classics, Manizales Grita Rock, entre muchos otros; también en el Metal United Worldwide y Rock al Parque. Debutaron por primera vez a nivel internacional en 2009, en el Festival de Rock II Tributo al Lago San Pablo en Ecuador.

## Discografía

### Discografía principal
| Álbum                                     | Tipo/formato            | Lanzamiento        | Discográfica                      | Observaciones                                                   | Refs   |
| ----------------------------------------- | ----------------------- | ------------------ | --------------------------------- | --------------------------------------------------------------- | ------ |
| Caín y Abel                               | Demo, casete            | 1995               | Calavera Editions & Distributions | Edición limitada, solo se lanzaron 1000 unidades discográficas. | [ 9 ]  |
| Promo / 95                                | Demo, casete            | 1995               | Fallen Angel Records (5)          | Lanzado con una Tarjeta J Xeroxed B/W.                          | [ 10 ] |
| Promo / 96                                | Demo, casete            | 1996               | N/A                               | Lanzado con una Tarjeta J Xeroxed a todo color.                 | [ 11 ] |
| Cosmos                                    | Álbum de estudio, CD    | 1997-98            | Decade Records                    | Lanzado en 3 versiones.                                         | [ 16 ] |
| Dark Passion / Kingdoms of a Darkest Side | Álbum split, CD         | 1998               | Sempiternal Productions           | Edición limitada, solo se lanzaron 1000 unidades discográficas. | [ 17 ] |
| Cosmos 2002                               | Álbum de estudio, CD    | Febrero de 2002    | Decade Records                    | Edición lanzada en formato digipak.                             | [ 18 ] |
| Serpent Heart                             | Álbum de estudio, CD    | Septiembre de 2006 | The Flawless Team                 | Edición editada en Colombia y masterizada en Argentina.         | [ 19 ] |
| Caín & Abel: 1995 - 2010                  | Álbum recopilatorio, CD | 2011               | Ultrametal Productions            | Edición limitada, solo se lanzaron 500 unidades discográficas.  | [ 20 ] |

### Apariciones en otras producciones
| Álbum                                                      | Tipo/formato            | Lanzamiento | Discográfica           | Observaciones                                                                  | Refs   |
| ---------------------------------------------------------- | ----------------------- | ----------- | ---------------------- | ------------------------------------------------------------------------------ | ------ |
| From Colombia with Hate                                    | Álbum recopilatorio, CD | 1999        | Sylphorium Records     | Edición incluye folleto con información sobre cada banda.                      | [ 21 ] |
| 30 Years of War, Fight, Sweat and Blood                    | Álbum recopilatorio, CD | 2013        | Ultrametal Productions | Edición limitada, solo se lanzaron 250 unidades discográficas.                 | [ 22 ] |
| Hell'Zine Compilation 3 - Burning In This... Hellish World | Álbum recopilatorio, CD | 2016        | Hell'Zine Productions  | Edición incluye folleto de 6 páginas con fotos e información sobre cada banda. | [ 23 ] |